# Детритовітриніт
Детритовітриніт (рос.детритовитринит, англ. detritovitrenite, нім. Detritovitrenit m) — суміш вітринітових частинок телінітового та колінітового характеру.